# I. Mediteranske igre – Aleksandrija 1951.
I. Mediteranske igre su bile održane u Aleksandriji u Egiptu.
Sudjelovalo je 734 sportaša (sve su bili muški) iz deset zemalja sudionica.
Ovaj sportski događaj je trajao od 5. listopada do 20. listopada 1951.

## Tablica odličja
Ljestvica je napravljena prema broju osvojenih zlatnih, srebrnih i brončanih odličja. Kriterij je bio: više osvojenih zlatnih odličja nosi i više mjesto na ljestvici, a u slučaju istog broja, gleda se broj osvojenih srebrnih odličja, a u slučaju istog broja tih odličja, gleda se broj osvojenih brončanih odličja. U slučaju da je i tada isti broj, poredak je prema abecednom redu. Ovaj sustav primjenjuju Međunarodni olimpijski odbor, IAAF i BBC.

Podebljanim slovima i znamenkama je označen domaćinov rezultat na ovim Mediteranskim igrama.
| Mediteranske igre 1951. |             |       |        |        |       |
| Mj.                     | Država      | Zlato | Srebro | Bronca | Zbroj |
| 1.                      | Italija     | 28    | 22     | 12     | 62    |
| 2.                      | Francuska   | 26    | 13     | 5      | 44    |
| 3.                      | Egipat      | 20    | 26     | 19     | 65    |
| 4.                      | Turska      | 10    | 3      | 7      | 20    |
| 5.                      | Grčka       | 4     | 9      | 8      | 21    |
| 6.                      | Jugoslavija | 3     | 5      | 7      | 15    |
| 7.                      | Španjolska  | 1     | 4      | 4      | 9     |
| 8.                      | Libanon     | 0     | 5      | 14     | 19    |
| 9.                      | Sirija      | 0     | 3      | 10     | 25    |
|                         | UKUPNO      | 92    | 90     | 86     | 268   |

## Vanjske poveznice
- Međunarodni odbor za Mediteranske igre
- Atletski rezultati na gbrathletics.com